# Hydroxylering
Hydroxylering is iedere biochemische reactie waarbij een hydroxylgroep (OH) wordt toegevoegd aan een molecuul, meestal onder vervanging van een ander atoom zoals waterstof waarbij het zuurstofatoom van de hydroxy-groep de plaats van het vervangen atoom inneemt. Het is een vorm van oxidatie. Hydroxylering is een van de belangrijkste en meest voorkomende reacties in de biochemie van de levende wezens waaronder ook de mens. De biochemische hydroxylering wordt meestal door specifieke enzymen, zogenaamde hydroxylases, uitgevoerd waarbij meestal ascorbinezuur (vitamine C) als noodzakelijke co-factor optreedt. Over het algemeen (biochemisch) wordt de hydroxy-groep aan een koolstofatoom gebonden en vervangt deze een waterstofatoom.

## Voorbeelden
- Een belangrijke soort van hydroxyleringen vormen de aminozuur-hydroxyleringen zoals bijvoorbeeld van de aminozuren proline en lysine tot resp. hydroxy-proline en hydroxy-lysine. Deze aminozuren komen en masse voor in collageen-moleculen (lange spiraalvormige eiwitmoleculen), de meest voorkomende (stevigheidgevende) bouwstof in alle dierlijk leven, waarbij de hydroxy-groepen noodzakelijk zijn om de (Thio)zwavelbruggen te vormen die deze helixvormige moleculen verbinden tot stevige en veerkrachtige samenstellingen van steeds drie ineengedraaide alfa-helices.

Deze zwavelbruggen tussen de aminozuren zijn disulfidebruggen en zien er dan als volgt uit: C-O-S-S-O-C waarbij de C's uiteraard koolstofatomen uit de wederzijdse aminozuren zijn. Deze binding is zéer sterk want alle verbindingen zijn sterk covalent.
Een gebrek aan de voor de hydroxy-reacties nodige co-factor vitamine C kan leiden tot een tekort aan hydroxy-proline en hydroxy-lysine waardoor instabiel collageen ontstaat. Indien dit in ernstige mate optreedt manifesteert zich dit in de ziekte scheurbuik waarbij het bindweefsel totaal zijn elasticiteit en sterkte verloren heeft. Deficiëntie in mindere mate kan zich volgens een aantal onderzoekers zoals Prof. Dr. Linus Pauling manifesteren in de vorm van hart- en vaatziekten en andere volksziekten.
- Een andere vorm is hydroxylase van vitamine D3 (cholecalciferol) tot hydroxy-vitamine D3 ofwel calcidiol en vervolgens tot de biologisch actieve vorm dihydroxy-vitamine D3 ofwel calcitriol. calcitriol is behalve co-factor bij de calcium opname/regulering tevens een belangrijk hormoon dat ongeveer 2000 van onze 30.000 genen qua activiteit reguleert.

- Een derde voorbeeld is de vorming van galzuur uit cholesterol in de lever door middel van hydroxylering. Galzuren zijn emulgatoren en dienen deels ook in waterige omgeving in oplossing te gaan. De hydroxy-groepen zorgen daarvoor. Dit betekent ook dat bij een tekort aan de voor hydroxylering benodigde co-factor vitamine C er onvoldoende oplosbaarheid ontstaat en dit kan leiden tot galstenen.

## Voorbeelden van hydroxylasen
- Prolyl 4-hydroxylase en prolyl 3-hydroxylase ten behoeve van de hydroxylering van het aminozuur proline
- Lysyl 5-hydroxylase ten behoeve van de hydroxylering van het aminozuur lysine
- Phenylalanine hydroxylase ten behoeve van de hydroxylering van het aminozuur fenylalanine
- Tyrosine hydroxylase ten behoeve van de hydroxylering van het aminozuur tyrosine
- 25-hydroxylase en 1α-hydroxylase ten behoeve van de hydroxylering van vitamine D
- 17α-Hydroxylase ten behoeve van hydroxylering van de hormonen progesteron en pregnenolon
- Cholesterol 7α-hydroxylase ten behoeve van de omzetting van cholesterol in galzuur